# Afrobystra sinuata
Afrobystra sinuata là một loài tò vò trong họ Ichneumonidae.